# オニオオハシ
オニオオハシ （学名：Ramphastos toco）は、キツツキ目オオハシ科の鳥類。「オオオオハシ」と呼ばれていたこともある。別名はトゥッカーノ。ブラジルの国鳥。

## 分布
南アメリカの南東部から中部の熱帯樹林帯にかけて生息する。特に、ブラジルの森や川に生息する。

## 形態
全長約55 - 65センチメートル、体重約500 - 850グラム程度。
オニオオハシの特徴的なくちばしは体長に占める割合が鳥類最大となっており、体内の熱を血管を通じて放熱するラジエーターの役割があることが最近の研究でわかった。くちばしは求愛にも用いられる。また、内部はハニカム構造となっており大きさの割には軽い。
カラフルで美しい体色からアマゾンの宝石とも呼ばれている。

## 生態
主食は果実だが、昆虫や鳥の卵も採食するなど、食性は多様である。オオハシ類としては一番大きい種で、6羽前後の小さな群れで生活する。木の樹洞に営巣し、雌雄双方が抱卵する。